# Guarda Azul
A Guarda Azul (em esloveno:  Plava garda), também conhecidos como Chetniks Eslovenos (em esloveno:  Slovenski četniki, em servo-croata:  Slovenački četnici), foi uma milícia anticomunista eslovena, inicialmente sob a liderança do major Karl Novak e mais tarde de Ivan Prezelj. Seu nome oficial era Exército Real Iugoslavo na Eslovênia (em servo-croata:  Kraljevska jugoslovenska vojska u Sloveniji). 
Os destacamentos sob o comando de Novak faziam parte do mais amplo "Exército Iugoslavo na Pátria", que incluía unidades de toda a Iugoslávia que juraram lealdade ao líder Chetnik, Draža Mihailović. As fileiras foram formadas por oficiais eslovenos do Exército Real Iugoslavo (JV) do pré-guerra. No início, as unidades JV na Eslovênia que ofereceram resistência ficaram sob o comando de Jaka Avšič até sua transferência em meados de 1941 para os Partisans Iugoslavos. Com base na nomeação direta de Draža Mihailović, o comandante dos Chetniks eslovenos era Karl Novak. As unidades Chetnik eslovenas incluíam o destacamento Chetnik da Estíria que foi, segundo algumas estimativas, a única unidade militar anticomunista que atacou consistentemente os ocupantes do Eixo durante a guerra.  O destacamento sob o comando de Melaher contava com 200 homens. 

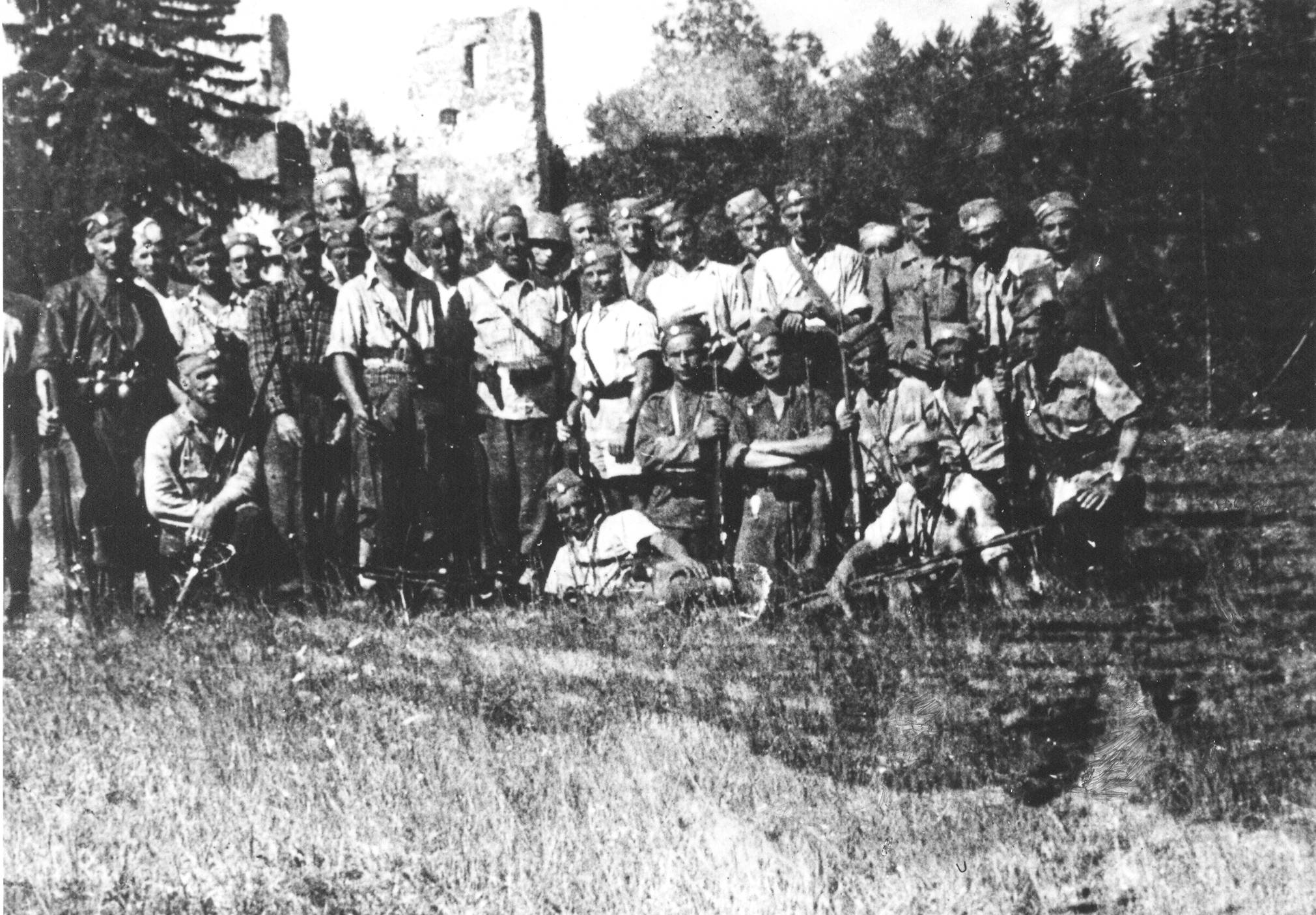
Chetniks eslovenos na Baixa Carníola, c. 1942–43.

Em 1942, a maior parte dos membros juntou-se à Legião da Morte.
Quando Karl Novak renunciou em 1944, devido à derrota na Batalha de Grčarice, Mihailović nomeou Ivan Prezelj comandante do Exército Real Iugoslavo na Eslovênia.  Seu quartel-general ficava no Destacamento da Carniola Interior e nos Destacamentos de Soča, e o Exército Real Iugoslavo na Eslovênia também incluía o Destacamento da Baixa Carniola  e o Destacamento da Estíria, comandado por Jože Melaher.